# Jean Benquet
Pour les articles homonymes, voir Borelli et Benquet (homonymie).
Vous pouvez aider à l'améliorer ou bien discuter des problèmes sur sa page de discussion.
- Il semble être autobiographique ou autocentré et avoir fait l'objet de modifications substantielles, soit par le principal intéressé, soit par une personne en lien étroit avec le sujet. Il peut être nécessaire de l'améliorer pour respecter le principe de neutralité de point de vue. (Marqué depuis avril 2022)

Vous pouvez aider à l'améliorer ou bien discuter des problèmes sur sa page de discussion.
- Son texte doit être wikifié : il ne correspond pas à la mise en forme Wikipédia (style, typographie, liens internes, liens entre les wikis, etc.). (Marqué depuis mars 2022)
- Sa typographie ne respecte pas les conventions de Wikipédia. Vous pouvez solliciter de l’aide de l’Atelier typographique. (Marqué depuis mai 2022)

Jean Gaston Benquet dit Jean Borelli, né le 31 juillet 1925 à Paris (8e) et mort le 3 mars 2013 à Versailles, est un acteur et comédien français.
Il est le frère des actrices Janine Borelli et Colette Borelli et de l'acteur Claude Borelli.
Engagé toute sa vie dans le mouvement du scoutisme, il s'est impliqué à partir des années 1950 dans plusieurs associations de voile et jeunesse marine comme le Centre nautique des Glénans et le scoutisme marin où il a contribué notablement à l'amélioration de la sécurité des activités et des embarcations.

## Biographie

### Une famille de comédiens
Fils de René Benquet (1875-1962), écrivain, et de Blanche Boraley 1889-1986) comédienne qui avait italianisé son nom en « Borelli » pour en faire son nom de scène qu'elle a transmis à se quatre enfants quand elle les a engagés à jouer des rôles d'enfants : Janine Borelli (Jeanne Benquet 1914-1998), Colette Borelli (Alice Benquet 1923-1997), Jean Borelli (1925-1913  et Claude Borelli (Claude Benquet 1928-2003).
Ils avaient acquis une certaine notoriété au cinéma et théâtre durant l'entre-deux guerres, période où les enfants acteurs connus étaient rares. On les retrouve seuls ou ensemble dans de nombreux films et pièces de théâtre, ils participaient à des fêtes, galas et aux élections des Reine et Roi des gosses de Paris du concours Lépine et finissent par compter parmi les grandes vedettes comme Gaby Triquet, Robert Lynen, Émile Genevois, etc.,, même si les critiques ne s'intéressaient pas encore aux acteurs enfants, même quand ils avaient des rôles principaux, se contentaient le plus souvent de petits mots sur eux comme « des petits prodiges » ou de « petits êtres extraordinaires ». 

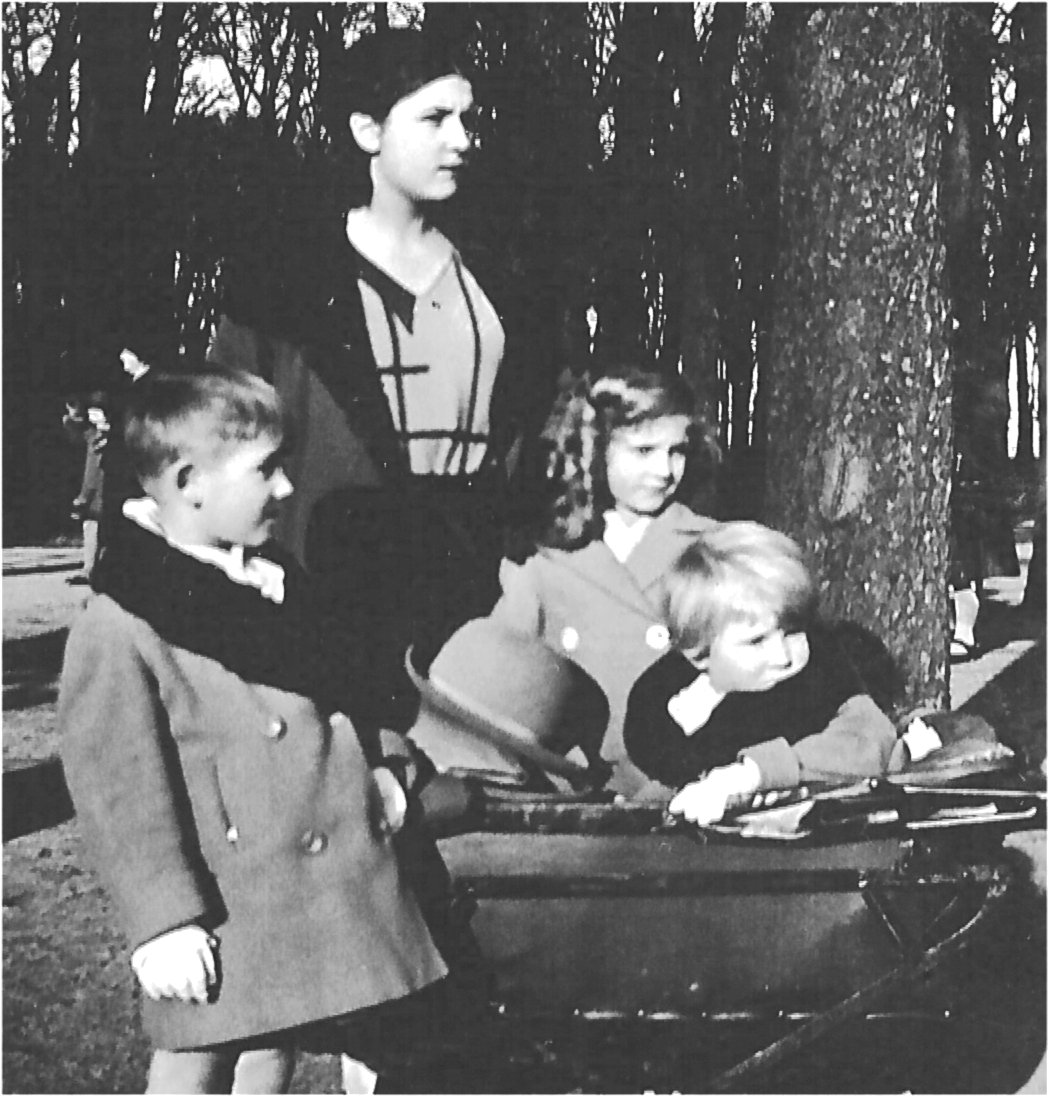
Les enfants Borelli en 1931 : Jean, Jeanine, Colette et Claude

.

### Carrière d'enfant comédien
Jean Borelli commence à l'âge de deux ans sa carrière d'acteur comme figurant dans La Sirène des tropiques, puis dans des films éducatifs Pathé Enseignement où il a eu des rôles dans plusieurs films. Après avoir été formé à l'École du spectacle, il aura une carrière au théâtre et joue dans des petites troupes d'enfants comme le théâtre des Bon-Enfants et des petits rôles au Théâtre-Français. Il apparait aussi seul et avec sa sœur Collette sur de nombreuses cartes postales.  

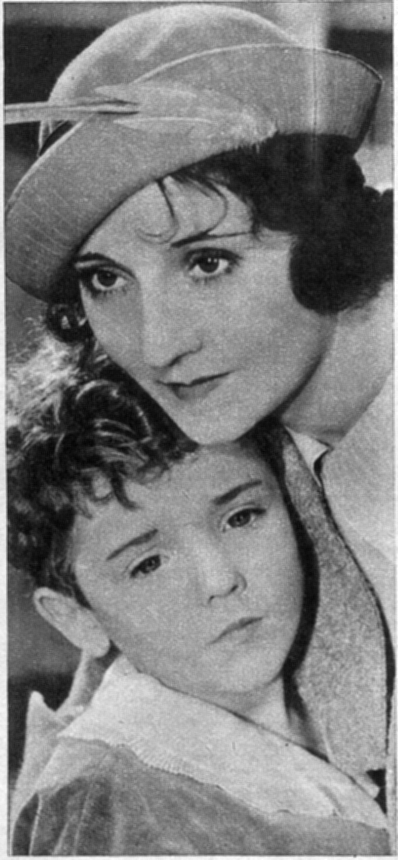
Louise Lagrange et Jean Borelli dans Judex 34.

Au cinéma, il partagera son premier rôle important à six ans avec l'acteur enfant Jean Bara dans Après l'amour où la justesse de leur interprétation sera appréciée par les critiques. Après des petits rôles dans d'autres films avec sa fratrie, il figure à l'affiche de Judex 34 où on le trouve « bien joli ». Considéré alors avec d'autres enfants acteurs comme « de jeunes grandes vedettes dont peut s'enorgueillir le cinéma français », il doit mettre fin à sa carrière à cause de la tuberculose qui l'oblige à habiter plusieurs années dans un aérium d'où il ne sortit guéri que peu de temps avant la déclenchement de la Seconde Guerre, il n'a que treize ans. 

### Découverte du scoutisme
En 1940, mis à l'abri à Arcachon par ses parents, Jean Benquet découvre le scoutisme à la 1ère Arcachon Scouts de France. De retour à Paris la même année, il rejoint la 1ère Saint Germain-en-Laye Scouts de France et devient scout clandestin en 1941 quand le Scoutisme est interdit par les Allemands en zone occupée, il passe routier à la 31e Paris Scouts de France en 1943.

### Engagement dans la marine et le scoutisme
En 1944, il a dix-neuf ans, et s'engage pour cinq ans dans la Marine nationale, après une formation radio il embarque sur le croiseur Montcalm comme quartier maitre radio, avec une mission officieuse de photographe de bord,.
Lors de son engagement dans la marine, il rejoint le clan routier de Scouts de haute mer (SHM) de Toulon. Avec quatre autres SHM, il est invité au 6e jamboree mondial (jamboree de la paix) à Moisson, comme timonier au camp marin.

### Directeur d'une entreprise de cables téléphoniques
Son engagement se termine en 1949, et il est sélectionné par Paul-Émile Victor comme radio/photographe pour une expédition polaire en préparation, mais la mort d'un cousin l'oblige à reprendre la direction d'une société familiale de téléphonie, Aparex, distributeur grossiste en câbles téléphonique et courant faibles, poste qu'il occupera jusqu'en 1991.
Parallèlement, il devient en 1949 chef de troupe de la 31e Paris groupe Saint Jean de Montmartre Scouts de France. La même année, il fait son Cham à Brest où il rencontre Michel Menu qui le convainc sur la pédagogie Raiders. En septembre 1949, il crée la troupe 46e Raider avec la haute patrouille de la Troupe 31e Paris. En 1952, il passe chef du groupe Saint Jean de Montmartre.

### Marine de plaisance et marine éducative
En 1954, il est achète le premier Corsaire vendu a un particulier (Corsaire No 15) et commence à participer à de nombreuses régates. Il deviendra secrétaire et trésorier de l'Association Sportive Corsaire.
En 1955, il épouse Marie-Madeleine Magro avec qui lui donne quatre enfants.
Durant les années 1960, Jean Benquet s'implique par sa participation dans plusieurs associations de voile et jeunesse marine qu'il contribue à créer et où il améliore la sécurité des activités et des embarcations, contributions mentionnées dans plusieurs livres d'histoire du scoutisme marin,:
- Centre nautique des Glénans dans les années 50 ;
- Association Sportive  Corsaire, où il cumule les fonctions de secrétaire, de trésorier et de rédacteur du bulletin[17]. Il a aussi participé a d'autres associations de bateaux dessinés par son ami l'architecte naval Jean-Jacques Herbulot (As Vaurien, As Corvette, etc.) et a créé l'As Kotick dont il était président[20];
- chef de groupes Scouts Marin et terrestre aux Scouts de France[21];
- secrétaire de Jeunesse et Marine ;
- secrétaire des Compagnons de la mer (créé avec des anciens scouts Pierre-André Bernard[21] et Michel de Gourlet) ;
- secrétaire de Cap Vrai, il a participé à sa création avec son ami le Père Yves-Dominique Mesnard ancien aumônier de la branche marin des Scouts de France.

Il est à l'origine de la création des bateaux Kotick, pour les scouts et Carrick pour les Compagnons de la mer, dessinés par l'architecte naval Jean-Jacques Herbulot. Il en fait le cahier des charges et les premiers tests des prototypes. Ces bateaux étaient à destination du scoutisme, écoles de voiles et associations marines. Le Kotick, bateau sûr, très marin et bien adapté à l'éducation a eu un très grand succès auprès des écoles de voile (environ 4 500 exemplaires fabriqués). Le nom Kotick est choisi par lui en référence au livre de la jungle de Rudyard Kipling.

### La sécurité des bateaux de plaisance: projet Kotick
En 1963, à la demande de Michel de Gourlet (Chef au national Marin Scouts de France), il devient chef du groupe Scout marin Amyot d'Inville Paris. 
Il se rend compte de la dangerosité des canots de type baleinières récupérés de la marine nationale ne comportant aucune sécurité, de la manière déffectueuse dont ils étaient utilisés par le scoutisme, du  manque de contrôle, de surveillance et de formation des encadrants.   

En février 1965, il écrivait dans un courrier de présentation du Bateau Kotick aux chefs de groupes scouts marins : 
« Le scoutisme marin a ceci de particulier, c'est qu'il est probablement le seul mouvement de jeunes axé sur la mer où les choses de la mer ne soient pas prises au sérieux comme elles le méritent. À force de répéter que le scoutisme devrait prendre le pas sur le nautisme (non contestable d'ailleurs), on a fini par ignorer qu'il y avait aussi des réalités nautiques. C'est ainsi que dans le système Scout Marin actuel, on pourra refuser à un chef de troupe de diriger un camp s'il n'a pas fait un C.E.P., mais qu'aucun règlement n'empêchera le même chef de diriger un camp sans avoir aucunes connaissances marines, ni même les plus élémentaires notions de météo. » (…) « il conviendra de sortir des bateaux pouvant pardonner les pires bêtises dues à des responsables incompétents, car nous ne sommes pas en mesure actuellement de garantir le niveau technique nécessaire de tous les Chefs Scouts Marins. »
Il n'y avait pas non plus de contrôles des ministères, dans le même courrier il écrit :

« Le scoutisme a encore un tel prestige qu'aucun responsable des ministères compétents n'a le moindre soupçon du fait qu'il n'existe chez nous aucun contrôle des connaissances des responsables ni aucun contrôle des embarcations employées. Mais il ne faut pas espérer qu'une telle situation pourra durer… »

Avec d'autres chefs de son avis dont Pierre-André Bernard (Chef au national Marin Scouts de France), Michel de Gourlet (Chef au national Marin Scouts de France) le Père Mesnard (aumônier des scouts marins Scouts de France), il entame un combat pour l'abandon des bateaux utilisés à l'époque et surtout de leur mode d'utilisation jugé dangereux.  
En 1964, il fait réaliser par l'architecte naval Jean-Jacques Herbulot le bateau Kotick dont il a établi les cahiers des charges en 1963 pour une utilisation sûre et adaptée au scoutisme et qui est proche de la définition du bateau scout en vigueur aujourd'hui.  
Le bateau est jugé trop moderne et sur l'importance d'une dérive, Roger Labbas Chef national de la branche marine des Scouts de France, qui projetait déjà 1963 un nouveau bateau scout sans dérive, lui répondra : "Aucune importance, mon but est de former des scouts et des chrétiens et non de les faire remonter au vent" et dès lors ce bateau ne trouve que peu d'échos au national. Par ailleurs les Scouts de France sont en pleine réforme de leurs méthodes, ce qui provoque une crise au sein du mouvement et Michel de Gourlet mène une fronde contre cette réforme. Cette fronde fait mettre Michel de Gourlet à l'écart du mouvement, ainsi que ceux qui le soutiennent. Bien que ne prenant pas part à la fronde, Jean Benquet, ami de longue date de Michel de Gourlet, est aussi mis à l'écart et son combat pour la sécurité se heurte alors à une totale indifférence qui perdurera malgré l'accident de Damgan en 1965 qui fera cinq victimes (accident mettant en cause le type de bateau. L'accident d'Hourtin en 1967 (un chef mort) finit par lui donner raison et a mené au changement des pratiques et des bateaux. En 1966, mis à l'écart, Jean Benquet quitte ses fonctions aux Scouts de France juste avant l'accident de Damgan qui l'affecte particulièrement et lui fait reprendre le combat, notamment au sein de plusieurs associations et son expertise sera prise au sérieux par les scouts après le second drame. Pour améliorer la sécurité, les Scouts de France mettront en place des contrôles et des obligations de formations. Ils prendront aussi conseil auprès de personnes au fait de la sécurité, tel que lui et d'écoles de voiles et d'association tel que  Philippe Viannay du Centre nautique des Glénans et Jeunesse et Marine (association à laquelle Les Scouts de France adhéreront, ainsi que d'autres mouvements scouts). En 1969, Roger Labbas Chef national de la branche marine des Scouts de France, fera finalement construire son bateau la Fleur de lys en s'aidant d'un architecte marin, un bateau plus traditionnel d'un concept proche des canots baleinières, mais contrairement à son projet de 1963, comportant toutes les sécurités nécessaire.  
Dans les années 1970 à la demande de Jean Scalla chef du groupe Marin Amyot d'Inville, qui manque de chefs formés, il participe à quelques camps comme chef de flottille. En 2007, il revêtira une dernière fois son uniforme à 82 ans lors des commémorations du centenaire du scoutisme de sa ville, pour témoigner de l'histoire du scoutisme auprès des jeunes.

## Filmographie
- 1927 : La Sirène des tropiques d'Henri Étiévant et Mario Nalpas[2].
- 1929 : Figaro de Gaston Ravel et Tony Lekain.
- 1931 : Après l'amour de Léonce Perret[2],[24].
- 1932 : Poil de Carotte de Julien Duvivier[25],[2].
- 1932 : Mirages de Paris de Fedor Ozep[2],[25].
- 1934 : Judex 34 de Maurice Champreux : Le petit Jean[26].

## Théâtre
- 1937 : Chatterton, d'Alfred de Vigny, à la Comédie Française